# Aaron Quirós
Aarón Facundo Quirós (Monte Grande, Argentina; 31 de octubre de 2001) es un futbolista argentino. Juega de defensa central y su equipo actual es Vélez Sarsfield de la Primera División de Argentina.

## Trayectoria
Formado en las inferiores del Banfield, Quirós debutó en el primer equipo 11 de abril de 2021 ante Rosario Central. Firmó su primer contrato profesional en septiembre de 2022.
El 13 de marzo de 2023 anotó el que fue el gol de la victoria por 1-0 ante Boca Juniors. Se ganó un lugar en la titularidad en la temporada 2023.

## Estadísticas
Actualizado al último partido disputado el 3 de diciembre de 2023.
| Club               | Div.          | Temporada     | Liga  | Liga  | Copas nacionales | Copas nacionales | Copas internacionales | Copas internacionales | Total | Total |
| Club               | Div.          | Temporada     | Part. | Goles | Part.            | Goles            | Part.                 | Goles                 | Part. | Goles |
| ------------------ | ------------- | ------------- | ----- | ----- | ---------------- | ---------------- | --------------------- | --------------------- | ----- | ----- |
| Banfield Argentina | 1.ª           | 2021          | 0     | 0     | 1                | 0                | —                     | —                     | 1     | 0     |
| Banfield Argentina | 1.ª           | 2022          | 9     | 1     | 3                | 0                | 0                     | 0                     | 12    | 1     |
| Banfield Argentina | 1.ª           | 2023          | 18    | 1     | 17               | 0                | —                     | —                     | 35    | 1     |
| Banfield Argentina | Total club    | Total club    | 27    | 2     | 21               | 0                | 0                     | 0                     | 48    | 2     |
| Total carrera      | Total carrera | Total carrera | 27    | 2     | 21               | 0                | 0                     | 0                     | 48    | 2     |

## Palmarés

### Títulos nacionales
| Título                  | Club            | País      | Año  |
| ----------------------- | --------------- | --------- | ---- |
| Primera División        | Vélez Sarsfield | Argentina | 2024 |
| Supercopa Internacional | Vélez Sarsfield | Argentina | 2024 |